# コクタ
コクタ（Cockta）とは、スロベニアの清涼飲料水メーカー。本社はリュブリャナにある。社名の語源は「カクテル」(Cocktail)を由来するという。

## 概要
ワインメーカーであるスロベニヤビーノ(Slovenijavino) に勤めたエメリク・ゼリカ(Emerik Zelika)によって、1953年に創業され、商標登録された。
当時のスロベニアはソ連を中心とした東欧諸国のひとつである社会主義国のユーゴスラビア連邦に属していたため、冷戦の影響でアメリカのコカ・コーラの輸入が困難であった。
それでも、コカ・コーラを飲みたいと思ったスロベニア人の要望に応えた形で、エメリク・ゼリカはコカ・コーラの成分を使用した飲料水を開発して、スロベニア全体に普及された。
やがて、1989年にベルリンの壁によって、ソ連が崩壊して、冷戦がなくなったため上記のコカ・コーラの輸入が弛緩されると、スロベニアでもコカ・コーラが普及したが、同時にコクタも愛飲されている。
現在は、旧ユーゴスラビア諸国を中心に広がり、新聞、コマーシャル、映画館などの告知で知名度を上げている。